# Kanton Vélizy-Villacoublay
Vélizy-Villacoublay is een voormalig kanton van het departement Yvelines in Frankrijk. Het werd opgeheven bij decreet van 21 februari 2014 met uitwerking op 22 maart 2015.
Het kanton Vélizy-Villacoublay omvatte uitsluitend de gemeente Vélizy-Villacoublay zelf.